# 发现计划

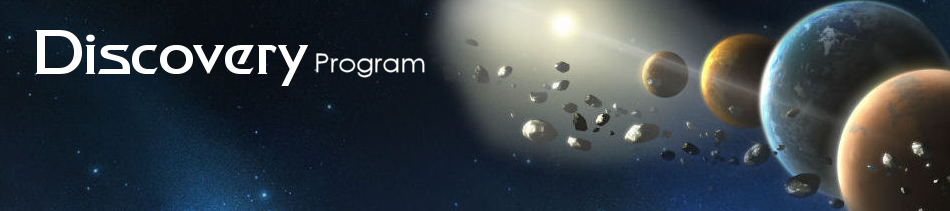
发现计划网站标题(2016年1月)

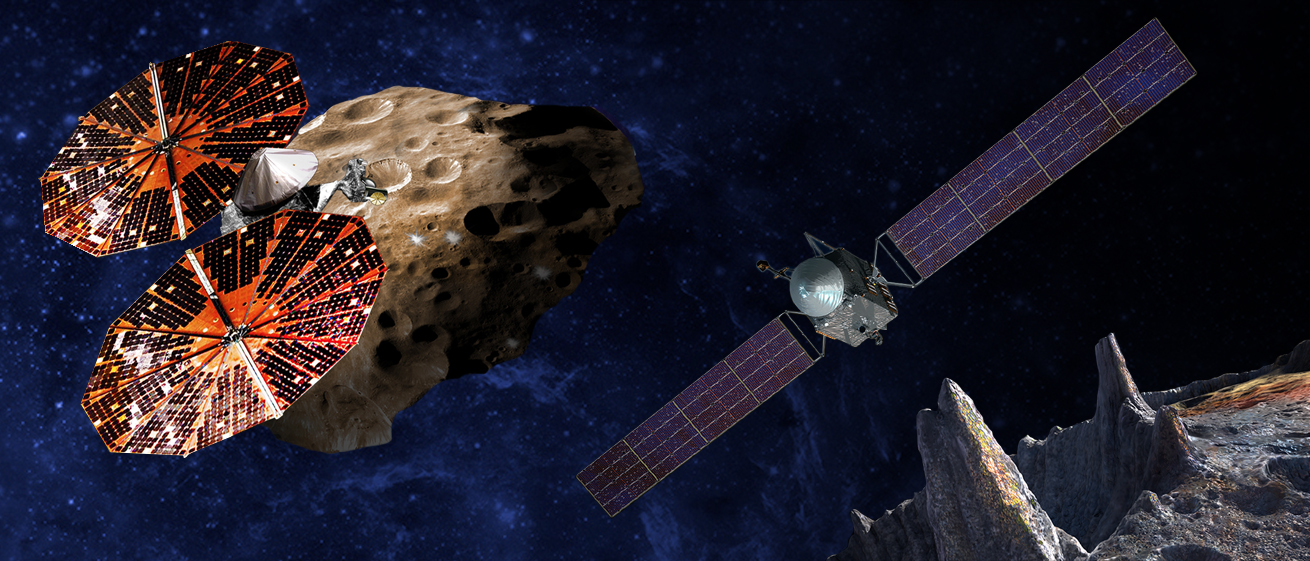
“露西号”和“灵神星号”任务说明

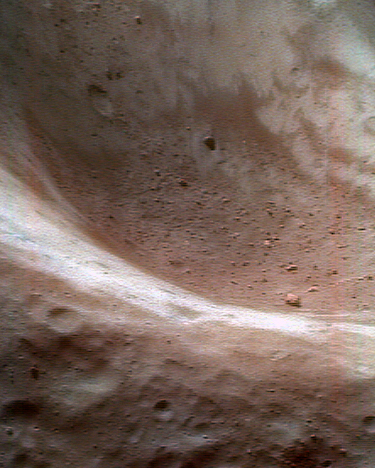
发现计划的会合-舒梅克号任务看到的小行星厄洛斯的风化层

发现计划（英語：Discovery Program）是由美国国家航空航天局（NASA）通过其行星任务计划办公室资助的一系列太阳系探索任务，其目的是以“低廉的成本、公众的智慧，完成众多的太空探索任务”。每项发现级任务都有一个成本上限，其水平低于美国宇航局的新疆界计划或旗舰任务。因此，发现级任务更侧重于特定的科学目标，而非服务于一般目的。
“发现计划”设立于1990年，旨在落实时任美国宇航局局长丹尼爾·戈爾丁提出的“更快、更好、更经济”的行星探索任务政策。传统的美国宇航局计划都是先确定任务目标，然后寻找投标者来建造和运行它们。与此不同，发现级任务是通过征集所有科研方案建议，并通过竞争性同行评审来进行选择。选定的任务由一位被称为“首席研究员”(PI)的科学家领导，提案团队可包括来自工业界、小企业、大学或政府实验室等各类人员。
“发现”计划还包括“机会”任务，即为美国参与其他太空机构运营的航天器提供资金(如捐赠探测设备等)，还可重新利用现有的美国宇航局航天器进行新的任务。
截至2021年，最新选定的发现级任务是维塔斯号及达芬奇+，这是该计划第十五及第十六次任务。

## 历史
1989年，美国航天局太阳系探索部门开始为2000年前的太阳系探索制定新的战略，包括成立一个小型任务规划小组，由该小组对潜在的任务进行快速研究，优选出符合成本较低，比现有计划能更快解决重点科学问题的任务，并在1990年由美国宇航局作出资金安排，这种新的计划被称作“发现”级任务。
该小组评估了一些可通过低成本来实施的任务概念，选择“会合-舒梅克号”作为第一个任务。
会合舒梅克号成为于1996年2月17日发射的首个发现计划任务，
第二个任务则为搭载了“旅居者号”火星车前往火星的火星探路者号，于1996年12月4日发射。

## 任务

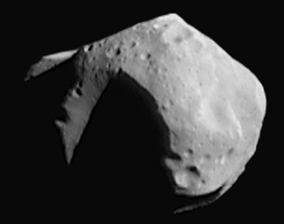
小行星253梅西尔德

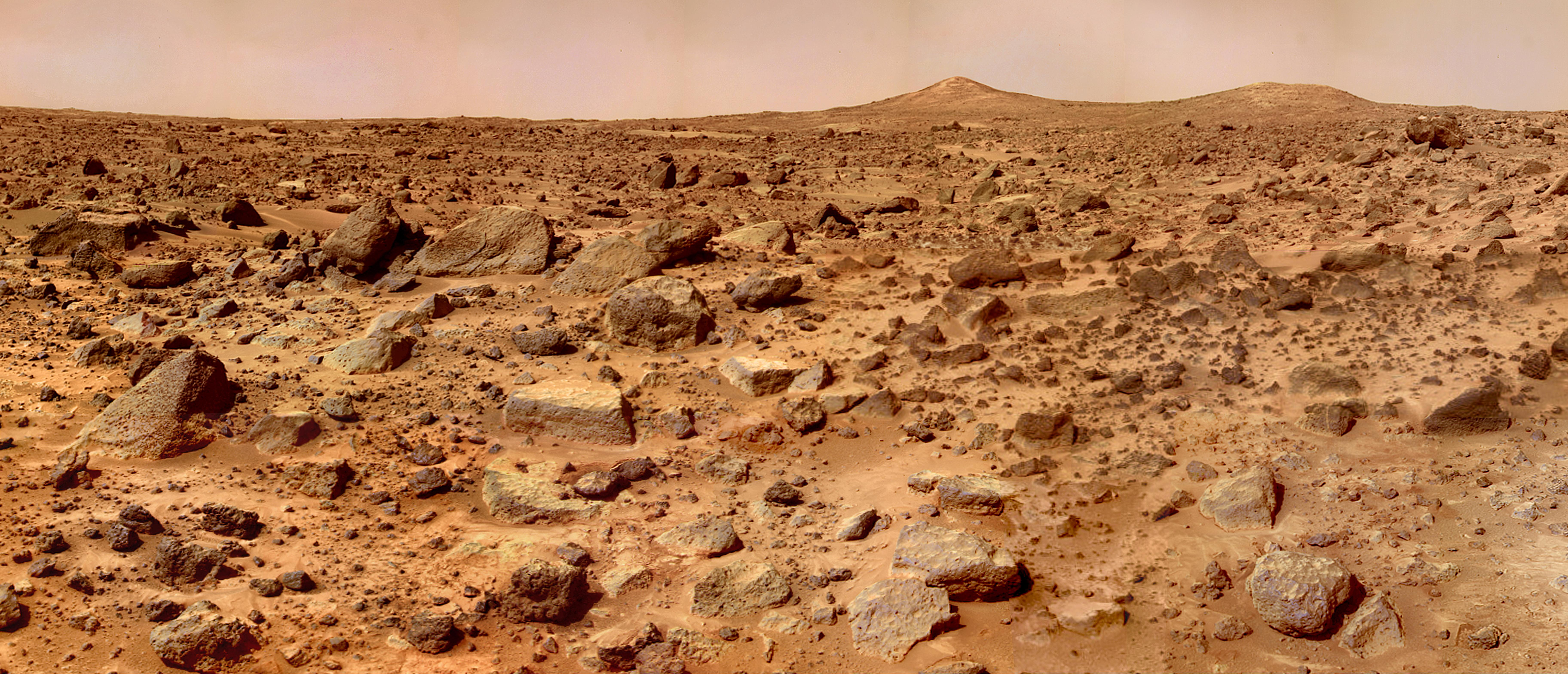
火星探路者拍摄的照片

爱神星厄洛斯自转的视频

### 独立任务
| 序号 | 名称 | 目标                                                           | 发射时间       | 运载火箭                 | 发射质量           | 首次探测      | 状态       | 首席研究员                                    | 成本 百万美元 |
| ---- | --- | -------------------------------------------------------------- | -------------- | ------------------------ | ------------------ | ------------- | ---------- | --------------------------------------------- | ------------- |
| 1    | 会合舒梅克号 | 厄洛斯(着陆器)，253梅西尔德                                    | 1996年2月17日  | 德尔塔II型 7925-8        | 800千克(1800磅)    | 1997年6月     | 2001年完成 | 安得烈·陈 (APL)                               | 224 (2000年)  |
| 1    | 近地小行星交会-舒梅克(以尤金·舒梅克命名)于1997年6月27日第一次飞越小行星梅西尔德，并在1998年飞越地球。2000年2月14日第二次进入小行星厄洛斯轨道之前，它曾在1998年飞越过该小行星。经过一年的轨道观测，该探测器于2001年2月降落在小行星上，令人惊讶的是，它以持续低于2米/秒的速度成功着陆，成为首艘软着陆在小行星上的探测器。直到2001年2月28日前，探测器一直在发回信号，最后一次尝试与飞船通信是在2002年12月10日。 |                                                                |                |                          |                    |               |            |                                               |               |
| 2    | 火星探路者 | 火星(探测车)                                                   | 1996年12月4日  | 德尔塔II型 7925          | 890千克(1960磅)    | 1997年7月4日  | 1998年完成 | 约瑟夫·博伊斯 (JPL)                           | 265 (1998年)  |
| 2    | 该探测器在火星全球探勘者号升空一个月后发射，进入火星大气层后，高超音速太空舱释放了含降落伞和安全气囊在内的复杂着陆系统，以14米/秒的速度撞击火星表面。着陆器于1997年7月4日在火星阿瑞斯谷表面部署了一辆10.5千克的“旅居者火星车”，从而成为首辆在地月系统之外运行的探测车。它携带了一系列科学仪器来分析火星的大气、气候、地质以及岩石和土壤成分，完成了最初和延长的任务。80多天后，于1997年9月27日发回了最后一次信号，该任务于1998年3月10日终止。 |                                                                |                |                          |                    |               |            |                                               |               |
| 3    | 月球探勘者 | 月球                                                           | 1998年1月7日   | 雅丽娜II型 恒星-3700S    | 296千克(653磅)     | 1998年1月16日 | 1999年完成 | 阿兰·宾德尔 (月球研究所)                      | 63 (1998年)   |
| 3    | 一艘测量月球磁场和重力场、探测极地冰床在内的矿物特征以及对月球释气事件进行研究的月球轨道飞行器。经过初步测绘，它于1月16日抵达预定的月球主轨道。在这一轨道上的主要任务持续了一年，直到1999年1月28日，随后在更低轨道上延长了半年任务，以便获得更高的分辨率。1999年7月31日，它被设定撞击在月球南极附近的舒梅克环形山，希望产生可从地球上观测到的水汽喷流。 |                                                                |                |                          |                    |               |            |                                               |               |
| 4    | 星尘号 | 威尔特2号/81P彗星 (样本收集)，安妮·法兰克小行星、坦普尔1号彗星 | 1999年2月7日   | 德尔塔II型 7426-9.5      | 391千克(862磅)     | 2002年11月2日 | 2011年完成 | 唐纳德·尤金 ·布朗利 (华盛顿大学)              | 200 (2011年)  |
| 4    | 收集威尔特2号慧星核的星际尘埃和尘埃粒子以带回地球研究的任务。该探测器飞越地球后，于2002年11月飞过安妮·法兰克小行星。在2004年1月威尔德2号彗星飞过后，样品收集板收集了彗发的尘埃颗粒样品。接下来，样品返回舱与探测器分离，并于2006年1月15日返回地球。现该返回舱展出在华盛顿特区的美国国家航空航天博物馆。全世界的科学家正在研究彗星尘埃样本，而民间科研爱好者则可通过”星尘@家“(Stardust@home)查看星际尘埃碎片。2014年，科学家们宣布鉴定出了可能的星际尘埃粒子。同时，为避免重返大气层，航天器转而飞向坦普尔1号彗星，作为坦普尔1号彗星新探测(NExT)扩展部分任务，去观察了“深度撞击”后留下的陨石坑。2011年3月24日，“星尘号”进行了最后一次点火，耗尽了所剩的燃料。 |                                                                |                |                          |                    |               |            |                                               |               |
| 5    | 起源号 | 太阳风(位于日-地间拉格朗日点1处收集)                           | 2001年8月8日   | 德尔塔II型 7326          | 49千克(1089磅)净重 | 2001年12月3日 | 2004年完成 | 唐纳德·伯内特 (加州理工)                      | 209 (2004年)  |
| 5    | 收集太阳风带电粒子并返回地球分析的任务。2001年11月16日抵达拉格朗日点1轨道后，从2001到2004年间收集了850天的太阳风。2004年4月22日离开利萨如轨道并开始返回地球，但2004年9月8日，样品返回舱降落伞未能打开，返回舱坠入犹他州沙漠。然而，太阳风样本被抢救出来，并仍可供研究。尽管是硬着陆，“起源号”已达到或预期达到所有基本科学目标。 |                                                                |                |                          |                    |               |            |                                               |               |
| 6    | 轮廓号 | 恩克彗星、施瓦斯曼-瓦赫曼3号彗星                               | 2002年7月3日   | 德尔塔II型 742 [星-30BP] | 398千克(877磅)     | —             | 发射后解体 | 约瑟夫·维弗卡 (康奈尔大学)                    | 154 (1997年)  |
| 6    | 彗核之旅(CONTOUR)是一次发射失败的彗星研究任务，2002年8月15日，在执行完一次原定的机动动作后，该艘航天器失去了踪迹，这次机动的目的是要把它从地球轨道推往追逐彗星的太阳轨道上。调查委员会的结论是，可能的原因是Star-30固体火箭发动机喷出的尾流加热导致航天器出现结构故障。随后的调查显示，它至少分裂成三部分，原因很可能是火箭发动机在将它从地球轨道推入太阳轨道的燃烧过程中出现的结构性故障。 |                                                                |                |                          |                    |               |            |                                               |               |
| 7    | 信使号 | 水星、金星                                                     | 2004年8月3日   | 德尔塔II型 7925H-9.5     | 110千克(2443磅)    | 2005年8月     | 2015年完成 | 西恩·所罗门 (APL)                             | 450 (2015)    |

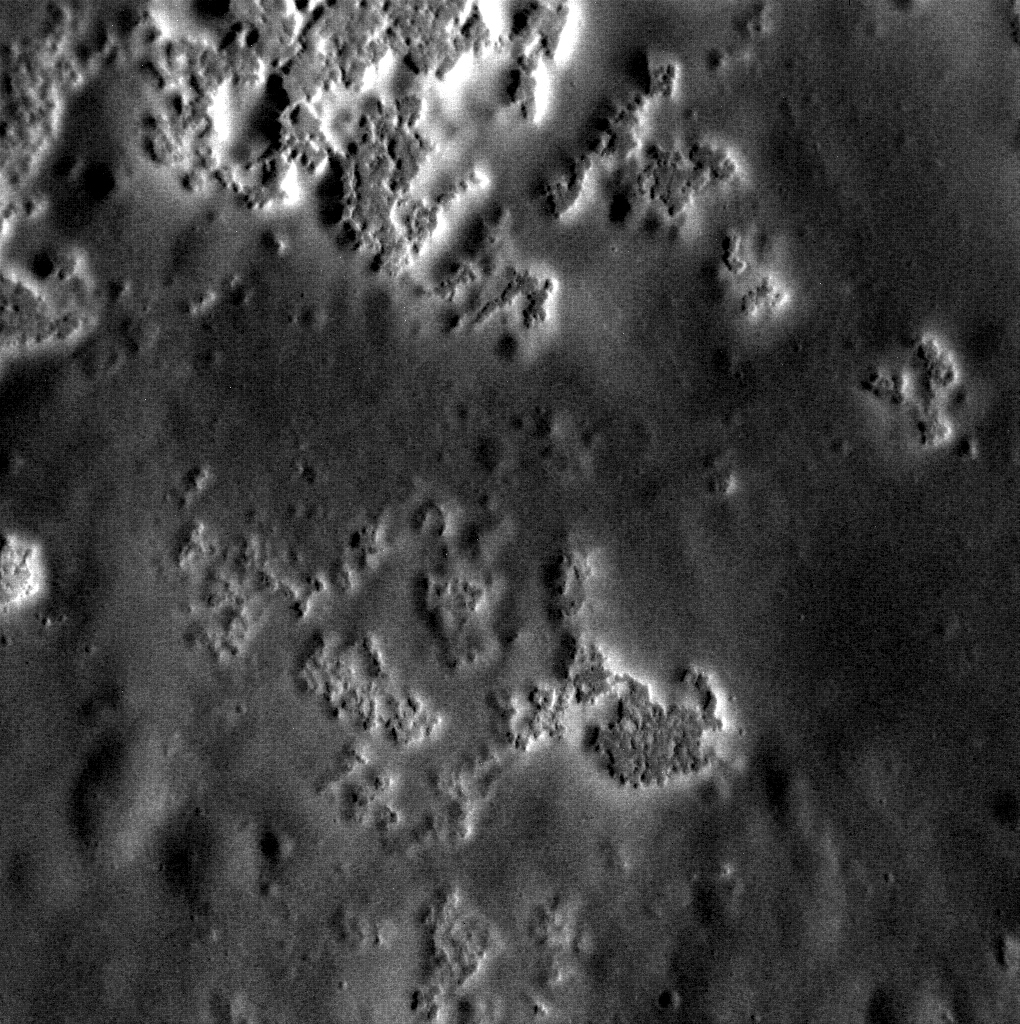
信使号拍摄的水星肖洛姆-阿萊漢姆撞擊坑的坑洼地表。

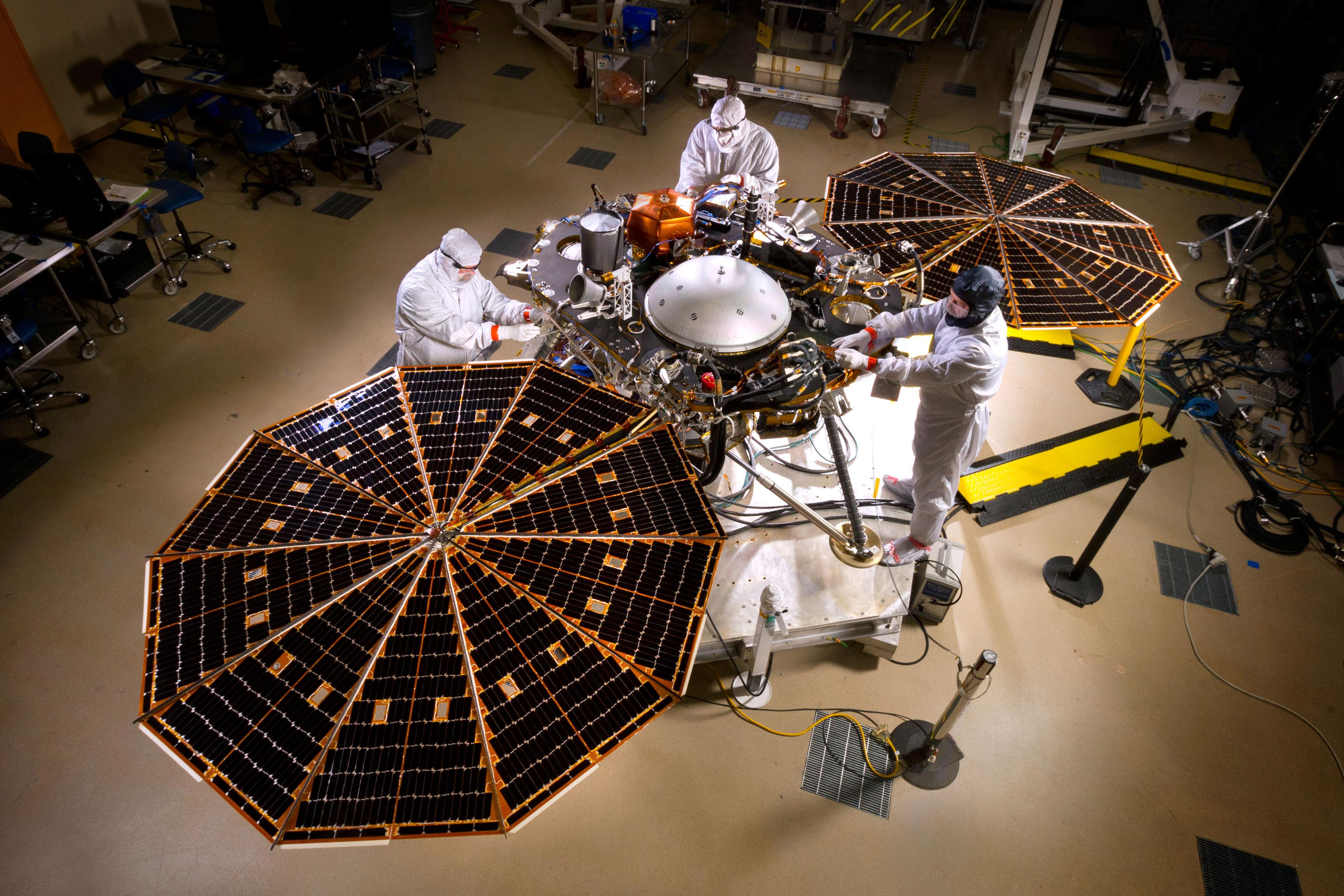
正在装配中的洞察号着陆器(2015年4月，美国宇航局)

| 7    | 信使号为英语“水星表面、空间环境、地球化学和测距”的首字母缩写，是首次对水星进行的轨道研究。它的科学目标是提供整个行星的首张图像，并收集有关水星地壳的构成与结构、地质史、稀薄大气层和活跃磁层的性质以及其内核和极地物质组成的详细信息，这是继1975年水手10号之后第二艘飞越水星的航天器。在经一次地球、两次金星和三次水星飞越后，最终在2011年3月18日进入环水星运行的轨道。主要科学任务于2011年4月4日开始，一直持续到2012年3月17日，2013年3月6日在完成了100% 水星测绘后，又于2013年3月17日完成了为期一年的扩展性任务，在经两次延期任务后，探测器推进剂耗尽，于2015年4月30日脱离轨道。                                                                            |                                                                |                |                          |                    |               |            |                                               |               |
| 8    | 深度撞击 | 坦普尔1号彗星(撞击器)、103P/哈特雷2号彗星                      | 2005年1月12日  | 德尔塔II型 7925          | 650千克(1430磅)    | 2005年4月25日 | 2013年完成 | 迈克尔·弗兰西斯·阿赫恩 (马里兰大学学院市分校) | 330 (2005年)  |
| 8    | 2005年7月3日，该探测器将一个350公斤重的撞击物投放到坦普尔1号彗星轨道上。撞击发生在2005年7月4日，释放出相当于4.7吨梯恩梯炸药的爆炸当量。数座天基观测站都观测到了撞击喷流。2007年星尘号新探测(NExT)任务测定出形成了一座直径为150米(490英尺)的陨石坑。在成功完成任务后，探测器被置于休眠状态，然后重新激活，执行另一个名为埃波西的新任务。2010年11月4日，它飞越哈特雷2号彗星；2012年和2013年，分别对杰拉德彗星(C/2009 P1)和 艾森彗星进行了远距离观测。2013年8月失联，后来归因于类似千禧年漏洞的错误。 |                                                                |                |                          |                    |               |            |                                               |               |
| 9    | 黎明号 | 灶神星、谷神星                                                 | 2007年9月27日7 | 德尔塔II型 7925H         | 1218千克(2443磅)   | 2011年5月3日  | 2018完成   | 克里斯托弗·托·拉塞尔(UCLA)                    | 472 (2015年)  |
| 9    | “黎明号”是首艘先后环绕两颗地外天体运行的航天器，这两个天体为小行星带中质量最大的原行星灶神星和矮行星谷神星。此次任务是通过高效的太阳能离子推进器实现的，在脱离地球轨道后，整个任务过程仅需425千克氙。2009年飞掠火星后，它于2011年7月16日进入灶神星轨道，2011年12月8日进入最低的灶神星轨道，在执行了为期一年的灶神星探测任务后，2012年9月5日离开轨道。2015年3月6日，它进入谷神星轨道，从而成为首艘到访矮行星的航天器。2015年12月16日开始进入最低轨道，并于2016年6月被批准执行延长飞行任务。2017年10月19日，美国航天局宣布，任务将延长至联氨燃料耗尽，这一时刻将发生在2018年11月1日。目前该航天器正处于环谷神星不受控制的轨道上。                              |                                                                |                |                          |                    |               |            |                                               |               |
| 10   | 开普勒太空望远镜 | 凌日法调查系外行星                                             | 2009年3月7日   | 德尔塔II型 7925-10L      | 1052千克(2319磅)   | 2009年5月12日 | 2018年完成 | 威廉·博鲁茨基 (艾姆斯研究中心)                | 640 (2009年)  |
| 10   | 一架以约翰内斯·开普勒命名的空间望远镜，位于以日心为中心的地球跟踪轨道上，其任务是探索系外行星系统的结构和多样性，特别针对太阳系外环恒星轨道上地球般大小行星的探测，2010年1月首次宣布发现到系外行星。该探测器最初计划运行寿命为3.5年，但9年后仍可以使用，包括一项"K2"“第二灯”的扩展任务。截止2015年，该望远镜已探测到2300多颗已被确认的行星，包括热木星、超级地球、环联星运转行星和位于其宿主恒星宜居带上的行星。此外，“开普勒太空望远镜”还探测到超过3600颗未经确认的候选行星以及2000多颗交食双星，该望远镜将在燃料耗尽后的2018年10月30日退役。 |                                                                |                |                          |                    |               |            |                                               |               |
| 11   | 圣杯号 | 月球                                                           | 2011年9月10日  | 德尔塔II型 7920H-10C     | 307千克(677磅)     | 2012年3月7日  | 2012完成   | 玛莉亚·朱贝 (麻省理工学院)                    | 496 (2011)    |
| 11   | 重力重建和内部实验室(英语首字母缩写为”圣杯号“)提供了可确定月球内部结构的高品质引力场地图。圣杯号发射后不久，先后释放了两颗小型探测器“圣杯A(退潮)”和“圣杯B(涨流)”，并分别于2011年12月31日和2012年1月1日进入月球轨道，初步探测阶段于2012年5月完成。在任务延长阶段后，这两颗探测器于2012年12月17日撞击到月球。MoonKAM(中学生获得月球知识)是该任务的一项与教育有关的子项目和手段。 |                                                                |                |                          |                    |               |            |                                               |               |
| 12   | 洞察号 | 火星(着陆器)                                                   | 2018年5月5日   | 宇宙神5型 (401)          | 721千克(1590磅)    | 2018年11月    | 可操作     | 布鲁斯·班纳特 (喷气推进实验室)                | 830 (2016年)  |
| 12   | 这是一架重约358千克的着陆器，再次使用了火星凤凰着陆器技术，通过地震勘探、大地测量和热量传导(英文首字母缩写即为“洞察号”)等手段探测火星内部，以研究火星的内部结构和组成，进一步加深对类地行星形成和演化的理解。它的发射时间从2016年被推迟到2018年5月，2018年11月26日，该着陆器成功降陆在距离好奇号火星车约600公里(370英里)的地方 |                                                                |                |                          |                    |               |            |                                               |               |
| 13   | 露西号 | 特洛伊小行星                                                   | 2021年10月     | 宇宙神5型 401            |                    | 2025年        | 开发中     | 哈罗德·利维森 (美国西南研究院)                | 450+ 148      |
| 13   | 该探测器以人类祖先“露西”之名命名，将巡游木星的6颗特洛伊小行星，以更好地了解太阳系的形成和演化。按计划露西号于2021年发射，2027年到达木星轨道前方(L4)的特洛伊星云，探访小行星“3548欧律巴忒斯”(及它的卫星)、“15094波吕墨勒”(15094 Polymele)、“11351琉科斯”(11351 Leucus)和“21900奥鲁斯”(21900 Orus)。在飞掠一次地球后，“露西号”还将于2033年抵达木星轨道后方(L5)的特洛伊星云，探访帕特洛克勒斯-梅诺埃修斯双星。它也将在2025年飞过主小行星带内的小行星“52246唐纳德约翰森”(52246 Donaldjohanson)。 |                                                                |                |                          |                    |               |            |                                               |               |
| 14   | 灵神星 | 灵神星                                                         | 2022年7月      | 猎鹰重型火箭             | 2608千克           | 2026          | 开发中     | 林迪·埃尔金斯-坦顿 (亚利桑那州立大学)         | 450+ 117      |
| 14   | “灵神星轨道飞行器”将前往研究小行星灵神星，这是小行星带中质量最大的金属型小行星，被认为是原行星裸露的铁质内核。该探测器计划于202 2年发射，将携带一台成像仪、一具磁强计和一台伽马射线光谱仪。 |                                                                |                |                          |                    |               |            |                                               |               |

### 机会任务
通过捐赠科学仪器或设备硬件资金，或为航天器的任务扩展出资，提供了参与非美国宇航局任务的机会。
- 阿斯佩拉3号(ASPERA-3)是一台研究太阳风与火星大气层相互作用的仪器，正在欧洲空间局火星快车号轨道器上飞行。2003年6月发射升空，自2003年12月以来一直环绕火星运行。首席研究员是美国西南研究院的“大卫·温宁汉”(David Winningham)。
- 月球矿物测绘仪(M3)是美国宇航局设计的一台仪器，搭载在2005年2月选择的印度空间研究组织(ISRO)钱德拉扬1号轨道器上[48]。2008年发射升空，旨在以高分辨率探测月球矿物成分。2009年9月，也就是任务结束后一个月宣布，M3在月球上探测到了水。主要研究者是布朗大学的“卡尔· 麦格钦·皮特斯”(Carle McGetchin Pieters)。
- 太阳系外行星观测和深度撞击扩展调查，简称埃波西(EPOXI)于2007年7月被选中[49][50]，这是深度撞击探测器在成功探访坦普尔1号后进一步开展的两项新任务：
  - 太阳系外行星观测与特征描述(EPOCh)任务在2008年使用了深度撞击高分辨率相机，以便更好地描述围绕其他恒星运行的系外巨行星，并在同一恒星系统中寻找其他行星。首席研究员是美国宇航局戈达德太空飞行中心的“德雷克·德明”(L.Drake Deming)。哈特利2号彗星的彗核

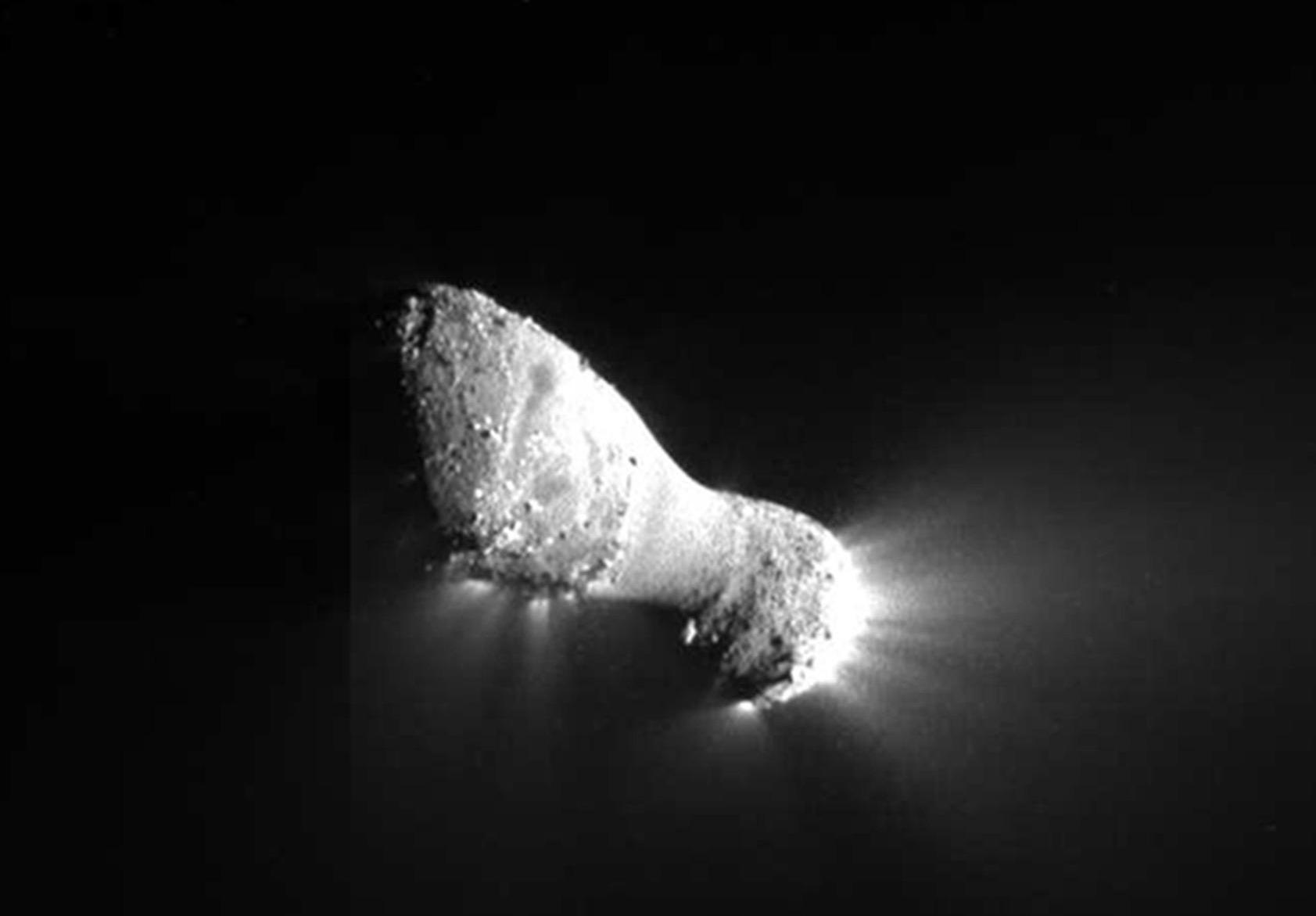
哈特利2号彗星的彗核

  - 彗星深度撞击扩展调查(DIXI)任务是利用深度撞击任务探测器飞越第二颗彗星哈特利2号，其目的是拍摄它的慧核，以增加对彗星多样性的理解。2010年11月4日成功飞掠哈特利2号，并抵达最接近距离。该任务首席研究员是马里兰大学学院市分校的“迈克·阿赫恩”(Michael A'hern)。
- 坦普尔1号彗星新探索 (NExT)与埃波西号扩展任务于2007年7月被一起选中[50]。它是星尘号探测器的一项新任务，具体为在2011年飞越坦普尔1号彗星以观察自2005年7月深度撞击任务到访后的变化。2005年晚，坦普尔1号距离太阳最近，彗星表面可能有所改变，此次飞越于2011年2月15日成功完成。康奈尔大学的“约瑟夫·维弗卡”(Joseph Veverka)为首席研究员。
- 斯特罗菲奥(Strofio) [51]是一台独特的质谱仪，为欧空局贝皮可伦坡号/水星行星轨道飞行器上“塞丽娜”(SERENA)仪器套件的一部分。斯特罗菲奥将研究构成水星大气层的原子和分子，以揭示水星表面的组成。美国西南研究院的“斯特凡诺·利维”(Stefano Livi)为首席研究员。
- 梅根(MEGANE)[52][53](利用伽马射线和中子探测火星的卫星)是一台计划搭载在火星卫星探测器(MMX)上的仪器，该探测器是日本宇宙航空研究开发机构于2024年发射的火卫一和火卫二探测器。梅根包括一台伽马射线光谱仪和一台中子光谱仪。约翰霍普金斯大学的“大卫·劳伦斯”(David J. Lawrence)为首席研究员。
- 此外，自从月球先驱机器人计划终止后，月球勘测轨道飞行器就一直归属在发现计划下管理。

## 提案和概念

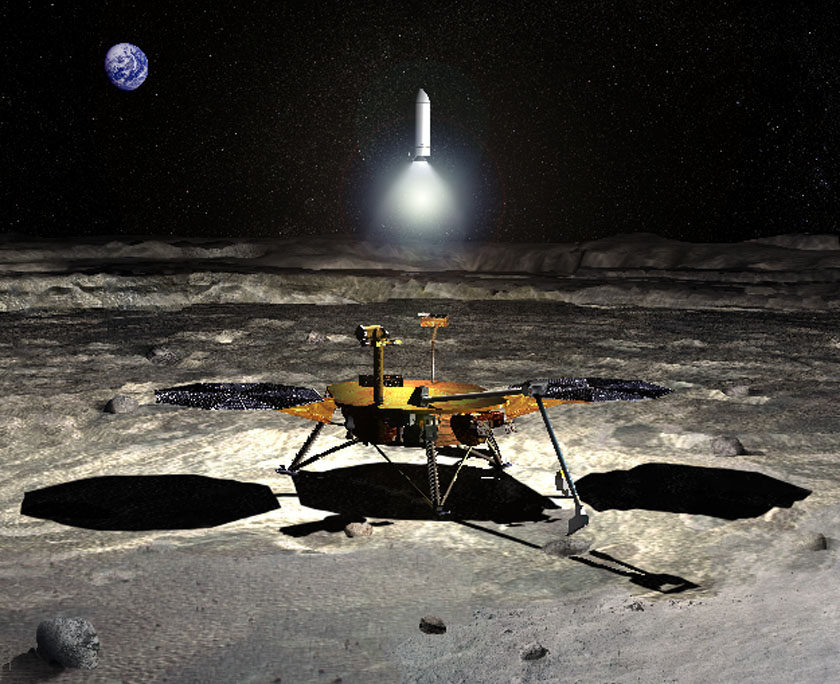
月球取样返回航天器可能的结构

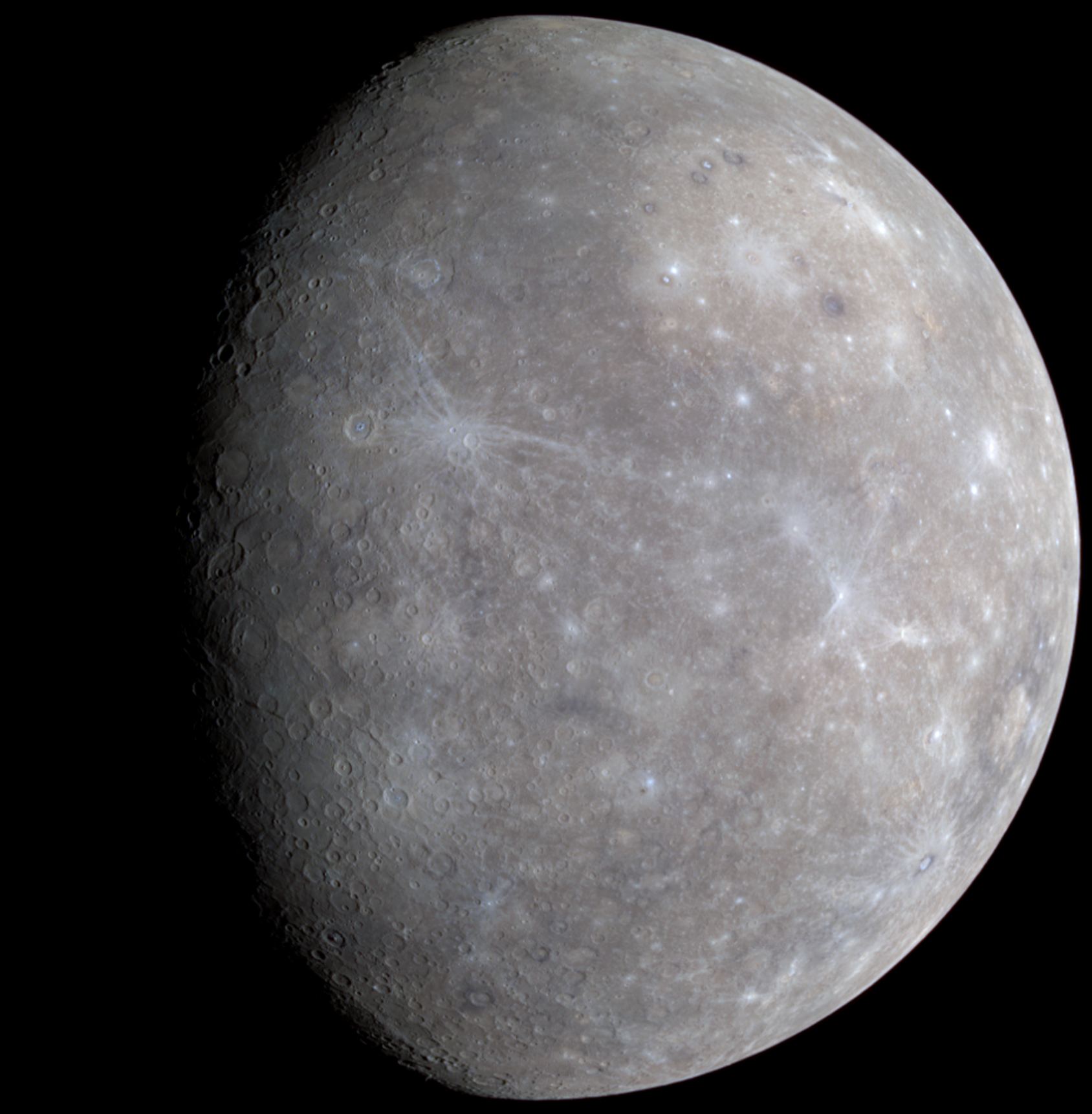
“信使号”拍摄的水星图像

无论资金何时到位，都有一个甄选过程，其中可能有多达二十多项概念任务参与竞选。这些任务有时会进一步成熟，并在另一次评选或计划中重新提出，这方面的典型案例是“聚斯-尤里”任务，它曾被胜出的星尘号任务取代，但最终作为起源号发射，而在新疆界计划中，一项类似“木星内部探测”(INSIDE)但内容更广泛的任务被作为朱诺号入选。因此，一些设想后来成为实际执行的任务，或者以类似概念最终在另一类任务中得以实现。下表结合了以前和当前的提案。
发现级任务建议的其他示例包括：
- 惠普尔探测器(Whipple)，使用凌日法探测奥尔特星云中天体的太空观测台。
- 木卫一火山观测者。
- 彗星跳跃者(Comet Hopper)。
- 泰坦海洋探测器(Titan Mare Explorer)，探测土卫六上的海洋和湖泊。
- 聚斯-尤里(Suess-Urey)，类似于后来的起源号任务[54]。
- 赫尔墨斯(Hermes)，水星轨道器[55](类似信使号水星轨道器)。
- 木星内部探测器，一艘测绘木星磁场和重力场图以研究木星内部结构的轨道飞行器[56]，这一任务概念后来进一步成熟，最终在新疆界计划中作为朱诺号任务实施[57]。
- 尘埃望远镜是一台测量宇宙尘埃各种性质的太空望远镜[58]，尘埃望远镜结合轨道传感器和质谱仪，能对元素甚至同位素构成作出分析[58]。
- 奥西里斯(“OSIRIS”-起源光谱解释，资源识别及安全的英文缩写)是一艘小行星观测和取样返回任务的概念，2006年被选作进一步的研究[59]，2016年9月8日作为新疆界计划第三次任务-奥西里斯发射升空[60]。
- 小天体大巡游(Small Body Grand Tour)，小行星交会任务[61]。这一1993年的任务设想评估了可能的目标，即接近小行星4660涅柔斯和2019范·阿尔巴达。任务延长期间考虑探访的其他目标包括恩克彗星(2P)、爱神星(433厄洛斯)、1036伽倪墨得、灶神星和威尔逊哈灵顿彗星(1979 VA)。
- 彗星彗发交会取样返回是一艘设计用来与彗星交会的航天器，在彗星彗发内进行延伸观测(并不登陆彗星)，并采集少许彗发样本带回地球研究[62](另见星尘号)。
- 微型埃克索探测器将使用一种新型微电子推进方式，称为“微电子雾化射流推进”，前往近地天体并收集重要数据[63]。

### 聚焦火星

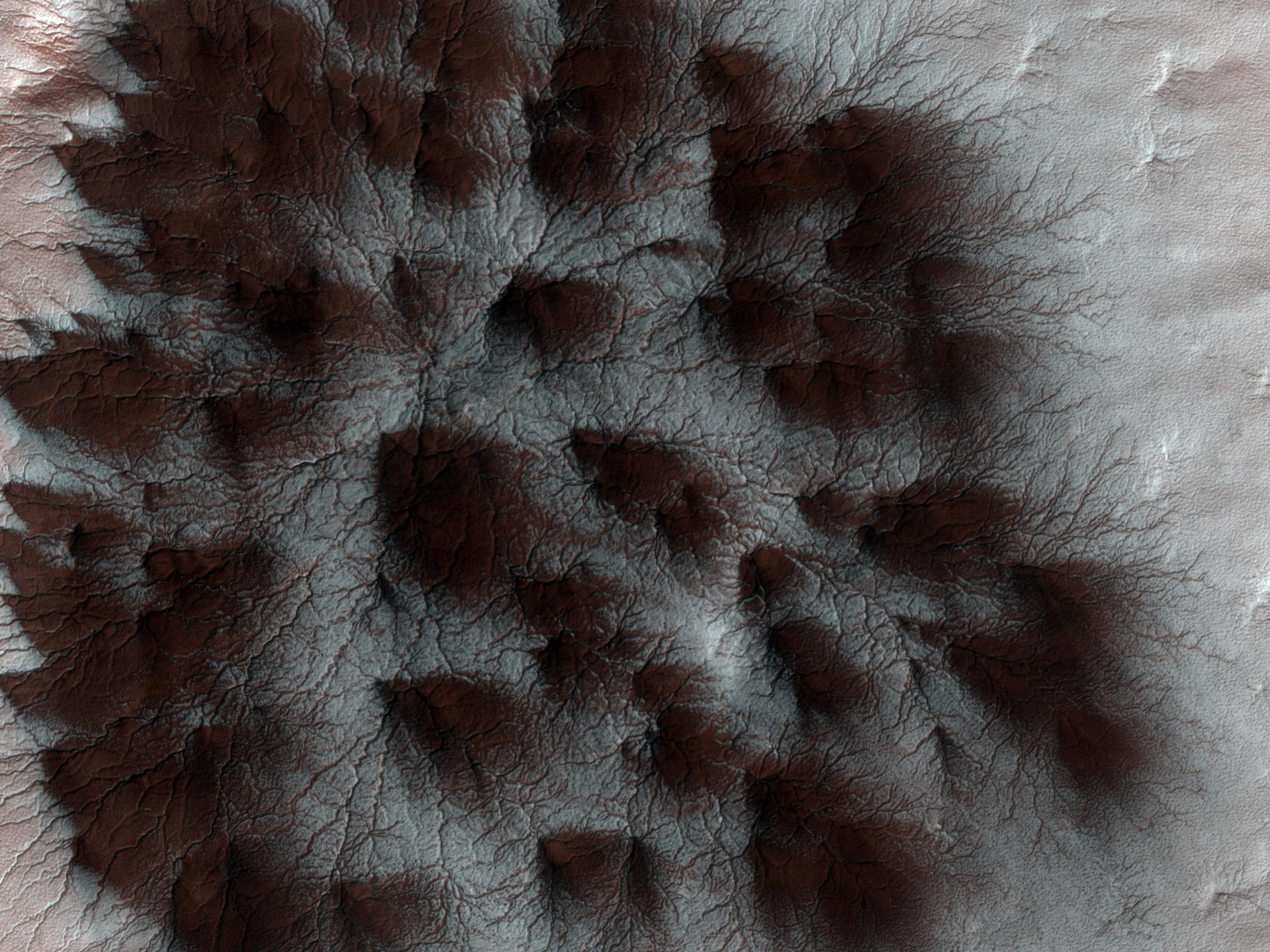
火星间歇泉跳跃者将通过轨道飞行器拍摄研究火星上的“蜘蛛”特征。图像范围：方圆1公里(0.62英里)

- 帕斯卡(Pascal)，一项火星气候网任务[64]。
- 穆迪 (MUADEE-“火星高层大气层动力、能量及演化”英文首字母缩写)[65](类型于火星侦察计划的马文号任务)。
- 火卫一探测器(Phobos Surveyo)为探索火星的卫星—火卫一的轨道器任务概念，它还将释放一辆适用于火卫一低重力环境的特殊漫游车。
- 帕克罗斯(PCROSS)，基于洛克罗斯，但是探索火卫一福玻斯的任务[66]。
- 梅林号(Merlin)的任务是要在火星的卫星得摩斯上释放一台着陆器[67]。
- 火星卫星多次登陆任务(M4)，将在火卫一和火卫二上进行多次登陆[68]。
- 霍尔(Hall)是火卫一和火卫二取样返回任务[69]。
- 阿拉丁(Aladdin)是一项发现级火卫一和火卫二取样返回任务[70]，为1999年“发现计划”评选的最终入围者，计划于2001年发射，2006年之前取回样品[71]。样本采集方法是向卫星发射一颗弹丸，然后由飞过的航天器收集喷出物[71]。
- 火星间歇泉跳跃者(Mars Geyser Hopper)是一艘着陆器，它将研究火星春季期间在南极附近地区发现的二氧化碳间歇泉[72][73]。
- 魔术(MAGIC-“厘米级火星地质科学成像”英文首字母缩写)是一艘轨道飞行器，它能提供5–10厘米/像素的火星表面图像，使特征的分辨率达到20–40厘米[74]。
- 红龙号是一艘着陆器并取样返回[75]。

### 聚集月球
- 月升号，从月球南极-艾托肯盆地取样返回，目前尚没有任何地质模型能充分解释该地区的所有特征和重大分歧[76]。
- 埃科蒙(EXOMOON)，登月“实地”调查[77]
- 普索略(PSOLHO)，利用月球掩星来寻找系外行星[78]。
- 露内特(Lunette)，月球着陆器[79]
- 月球双着陆器(Twin Lunar Lander)，一项探索月球地质物理的任务[80]。

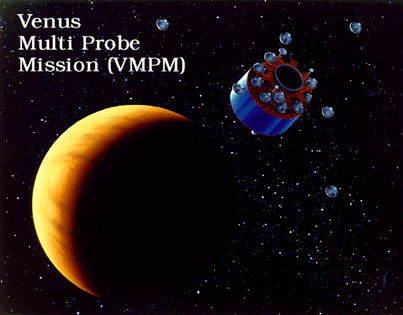
金星联合探测器任务包括在1999年向金星发射16台大气层探测器

### 聚集金星
- 金星联合探测器(Venus Multiprobe)计划于1999年发射，它将向金星投放16台大气层探测器，然后缓慢降落到金星表面，测量压力和温度[54]。
- 维斯珀(Vesper)是一艘专注于研究金星大气层的金星轨道器概念[82][83][84]，这是2006年发现计划筛选中收到研究拨款的三个提案之一[83]，其它二个是奥西里斯和圣杯号，最终，圣杯号被选中并发射升空[59]。
- V-星 (V-STAR-“金星样本目标、获取和返回”的英文首字母缩写)，是一项金星大气层取样返回任务[85][86]，虽然注意到从金星表面取样返回很困难，但现在所提的是从高层大气中取样返回的发现级任务[85]，它将沿着星尘任务的线路，但使用的是自由返回轨道(不会进入金星轨道)[85]。
- 维瓦号(VEVA-“金星火山和大气层探索”英文首字母缩写)，一艘金星大气层内探测器[87]。其核心是一次为期7天的大气层气球漂浮飞行，同时释放各类微型探测器进入该行星的稠密大气中[87]。
- 金星探路者(Venus Pathfinder)，一艘长寿型金星着陆器[88]。
- 雷文号(RAVEN)，金星轨道飞行器雷达测绘任务[89]。
- 勇气号(VALOR)，一项用气球研究大气层的金星任务[90]，两只气球将环金星飞行8天[90]。
- 金星飞行器(Venus Aircraft)，一种利用太阳能在金星大气层中长时间自动飞行的航空器[91]，它将携带1.5千克的科学有效载荷，必须与强风、高温和腐蚀性大气相抗衡[91]。
- 西风号漫游车，由垂直翼帆上的风力驱动的漫游车概念，该项目设想产生于2012年，此后在电子元件开发方面取得了进展，这些电子元件可使探测器在没有冷却系统的情况下在金星表面运行50天[92]。

## 选择过程

### 发现1和2号

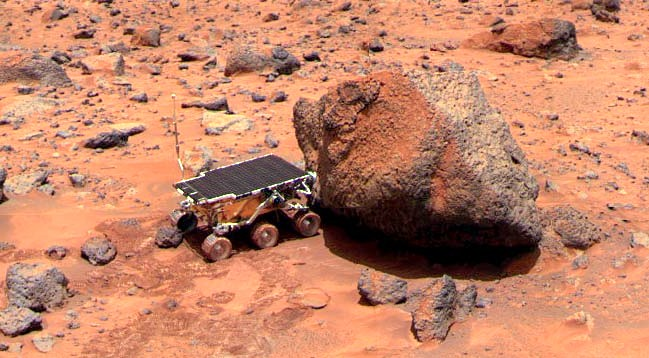
火星探路者的“旅居者号”微型漫游车正在对”瑜伽石“(Yogi Rock)进行α粒子X射线光谱测量(1997年)。

前两次发现任务分别为近地小行星交会(后来称为会合-舒梅克号)和火星探路者，这两个最初的任务并没遵循发现计划开始时的相同选择过程。
“火星探路者”是从“火星环境调查”(Mars Environmental Survey)计划的技术和工程发展实验演示想法中挽救回来的，此外，“探路者”的目标之一是支持火星探测器计划，后来任务的选择则是通过一个更为渐进的过程，包括宣布的机会任务。
而就会合-舒梅克号任务而言，该方案的工作小组建议，第一次飞行任务应是前往一颗近地小行星。1991年在审查了一系列仅限于近地小行星飞行任务的提案后，于1993年12月正式选定会合-舒梅克号飞行任务，此后在发射前，进行了为期2年的研制。会合-舒梅克号于1996年2月15日发射升空，并在2000年2月14日抵达了小行星厄洛斯轨道。火星探路者于1996年12月4日发射，1997年7月4日登陆火星，带去了美国宇航局首辆火星探测车-“探路者号”。

### 发现3和4号

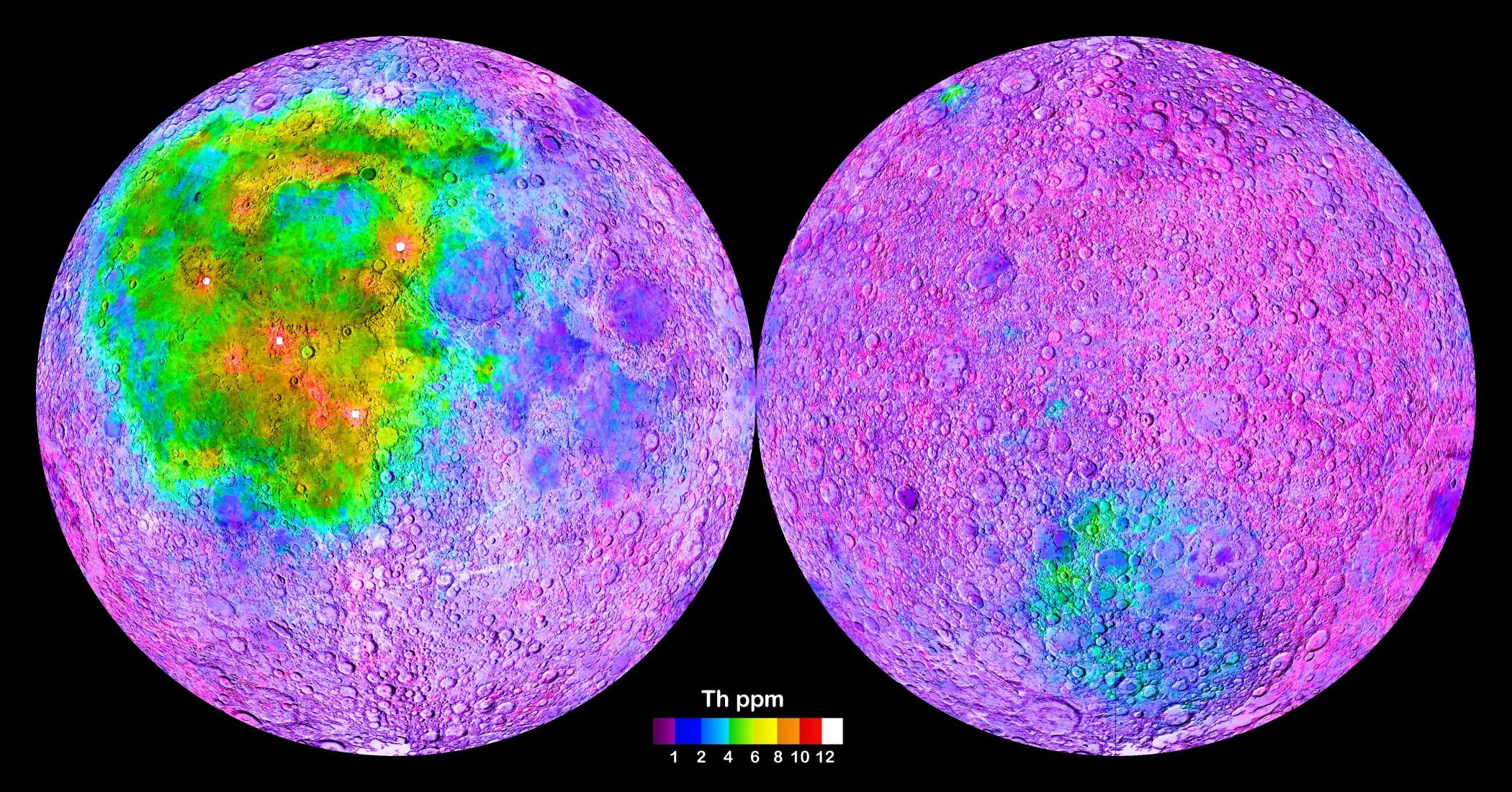
月球探勘者绘制的月球钍丰度分布图

1994年8月，美国宇航局宣布下一次拟议的发现计划任务机会，1994年10月，有28项提案提交给美国宇航局：
1. 紫苑(ASTER)-小行星地球返回；
2. 彗核穿透器；
3. 彗核之旅(CONTOUR)；
4. 彗发化学成分探测(C4)；
5. 狄安娜(Diana)，月球和彗星任务；
6. 弗雷西普(FRESIP)-寻找地球般大小的内行星概率的任务；
7. 赫尔墨斯全球轨道器(水星轨道器)；
8. 冰月任务 (月球轨道器)；
9. 月际1号 (月球漫游车)[97]；
10. 木星综合天文望远镜 (木卫一轨道环观测)；
11. 月球探索轨道飞行器[98]；
12. 月球探勘者(月球轨道飞行器) – 1995年2月被选择为第三次发现计划任务；
13. 主带小行星探测/交会；
14. 火星航空平台(大气层)；
15. 火星极地探路者(极地着陆器)；
16. 火星上层大气层动态、能量与演化；
17. 水星极地飞越
18. 近地小行星取样返回
19. 小行星、彗星和地球生命的起源；
20. 佩尔(PELE)：研究行星火山作用的月球任务；
21. 行星研究望远镜；
22. 侦测号(RECON)，与慧核交会；
23. 聚斯-尤里 (太阳风采样返回) –入围第四次发现计划；
24. 探访小行星和彗星的小型任务；
25. 星尘号 (彗星/星际尘埃取样返回) –入围第四次发现计划；
26. 金星成分探测器(大气层)；
27. 金星环境卫星(大气层)；
28. 金星联合探测任务(大气层)[99]–入围第四次发现计划。

1995年2月，月球探勘者，一项月球轨道飞行器任务被选中发射；1995年晚些时候，第四次发现任务的另三项任务被进一步挑选出来：“星尘号”、“聚斯-尤里号”和“金星联合探测器” 。“星尘号”是一项彗星采样返回任务，于1995年11月从其它两项入围提案中脱颖而出。

### 发现5和6号
1997年10月，美国航天局在1996年12月提交的34项建议中，选择了起源号和轮廓号作为下一次的发现任务
以下是五项入围最终选拨的提案:
- 阿拉丁(Aladdin)，火星卫星采样返回；
- 轮廓号(CONTOUR)；
- 起源号(太阳风采样返回)；
- 水星表面、空间环境、地球化学与测距任务(信使号)；
- 金星环境卫星(VESAT)。

### 发现7和8号

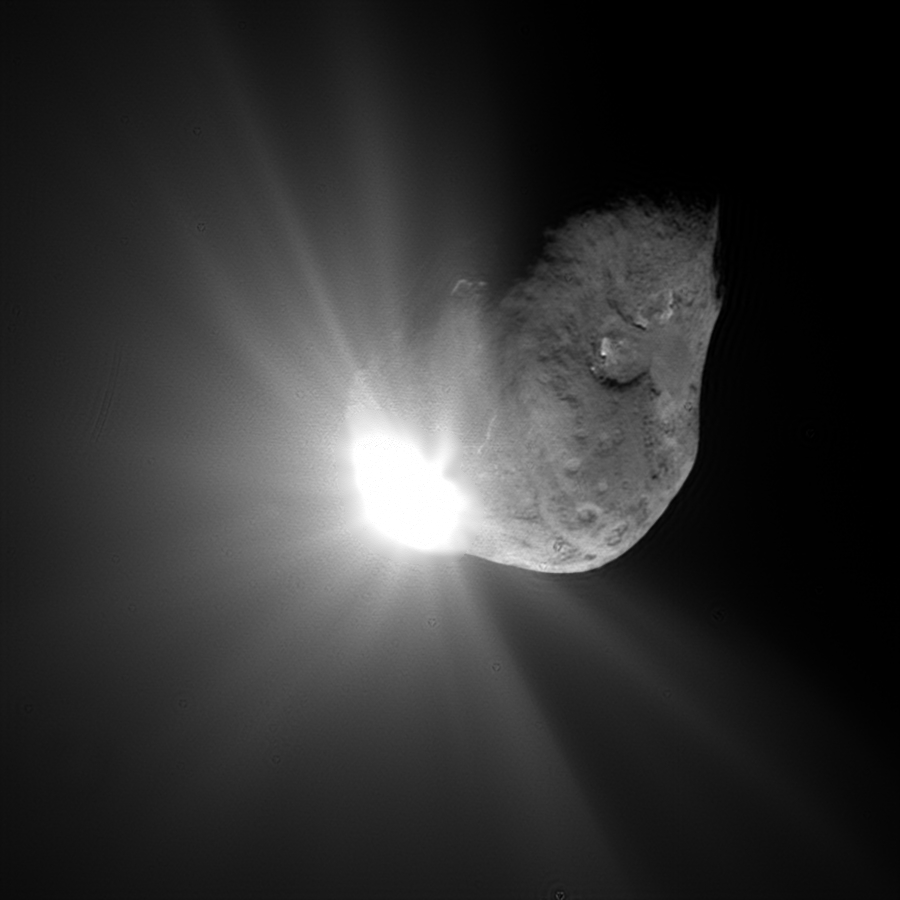
深度撞击号撞击器撞击了一颗彗核

1999年7月，美国宇航局选择了信使号和深度撞击号作为下一次发现计划任务。“信使号”是自水手10号以来首艘环水星的轨道器及探测任务。两项任务的目标都是于2004年底发射，每项费用限制在3亿美元左右。
1998年，五项获选的入围提案都获得了375万美元，以进一步完善他们的设计概念这五项提案从约三十项提案中精选而出，以求实现最佳的科学目标。这些任务是：
- 阿拉丁
- 深度撞击
- 信使号
- 木星内部探测器
- 维斯珀(Vesper)

阿拉丁和信使号也曾入围1997年的提案评选。

### 发现9和10号

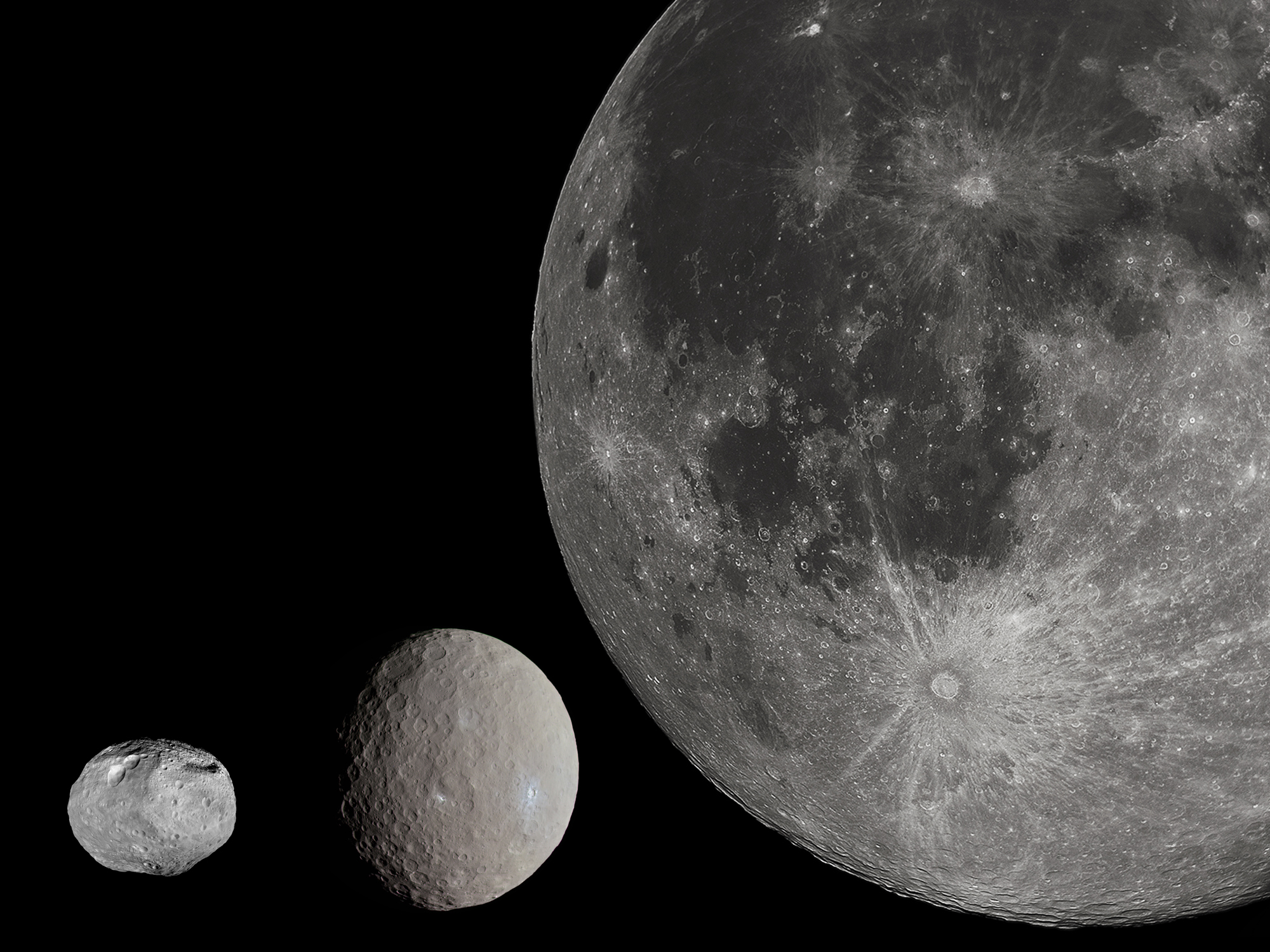
灶神星、谷神星和月球的大小比较。

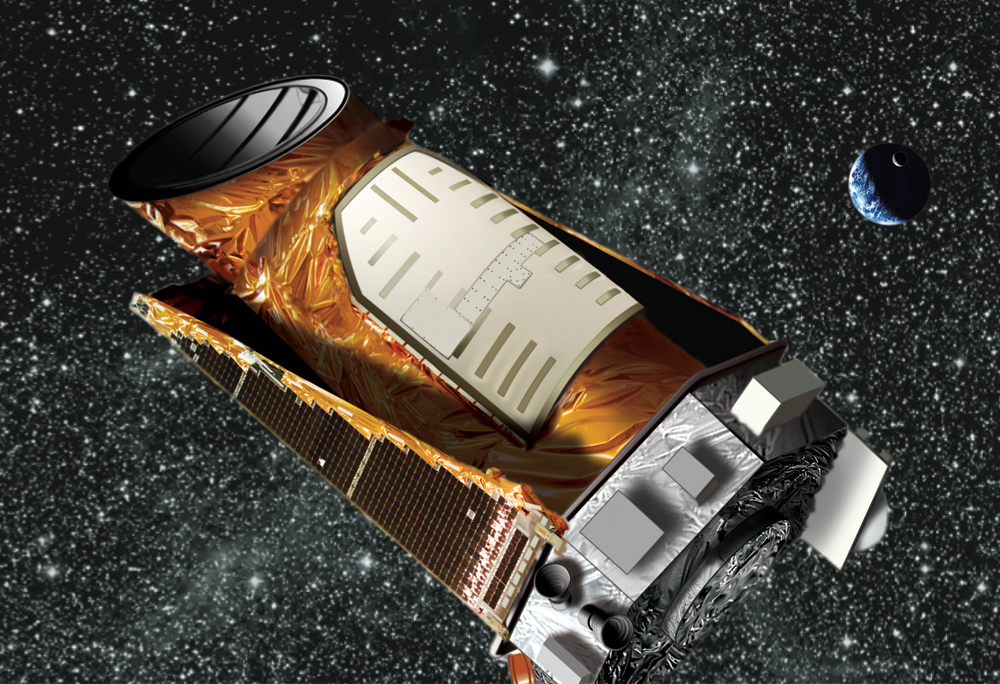
开普勒空间望远镜艺术图

2000年发现计划招标中共收到26份提案，最初预算定为3亿美元 ，其中黎明号、开普勒空间望远镜和“木星内部探测器”三项候选方案于2001年1月入围A期设计研究。“木星内部探测器”类似于后来新疆界计划中的“朱诺号”任务；而“黎明号”是一项探访小行星灶神星和谷神星的任务；“开普勒”则是一台专门探寻系外行星的太空望远镜。三项入围提案各获得45万美元，以进一步完善和开发任务概念。
2001年12月，“开普勒号”和“黎明号”获选发射。当时，仅发现了80颗系外行星，而“开普勒号”的主要任务之一，就是寻找更多，特别是类似地球大小的系外行星。“开普勒太空望远镜”和“黎明号”最初都计划于2006年发射。
但在此之后，有数项任务出现了成本超支，且“慧核之旅”任务在轨道上也遭遇到发动机故障，发现计划陷入困难期。尽管“黎明号”和“开普勒太空望远镜”任务都将成为广受赞誉的成功案例，但它们都没能实现2006年雄心勃勃的发射目标，分别被推延至2007年和2009年发射。“开普勒号”还将继续接受几次任务扩展，而“黎明号”也成功地实现了环灶神星和谷神星绕飞。尽管如此，新任务项目的选择还是变得更缓慢，下一次的选择将比上一次需要更长的时间。但随着新任务的成功，发现计划的形象得到提升，困难开始从聚光灯下消失。此外，随着项目的推进，开发或执行中的任务数也开始增加。

### 发现11号
2004年4月16日发布了最初的发现任务招标公告，唯一入选A阶段概念研究的是JASSI方案。这是一项基于新疆界计划中朱诺号项目的木星探测任务，而当时朱诺号正被考虑挑选为第二次新疆界任务的最终方案(最后于2005年选定，并于2011年发射)。在概念研究中，并没考虑对其他投标提案进行概念研究，因此，也没为这次招标选择发现级任务(尽管在2004年选择了机会任务-“月球矿物测绘仪器”作为招标公告的一部分）。
2006年1月3日发布了下一次发现任务招标公告，本次共有三项提案入围发现任务评选：圣杯号(最终获胜者)、欧西里斯和维斯珀。“奥西里斯”(OSIRIS)与后来的奥西里斯-雷克斯任务非常相似，这是一项到101955本努小行星采样返还任务，而“维斯珀”(Vesper)则是一次金星轨道器任务，曾在1998年入围发现计划决赛评选。三项入围方案于2006年10月公布，并获得120万美元的奖金，以进一步发展和完善他们的最后一轮提案。
2007年11月，美国宇航局选择了“圣杯号”方案作为下一个发现任务，目标是绘制月球引力图，并于2011年发射，此外，还有23项其他提案也在审议之中。该任务预算为3.75亿美元，包含建造和发射费用。

### 发现12号

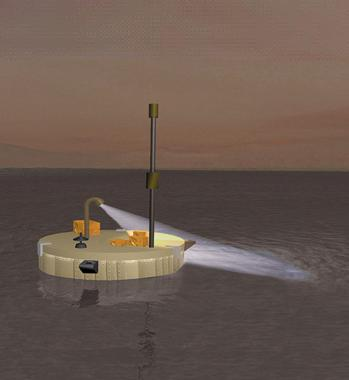
拟议的泰坦海洋探测器(TiME)湖面着陆器想像图

2010年6月7日发布发现任务招标公告，这一期共收到28份提案，其中涉及探月的3份、火星探测4份、金星7份、木星和木星特洛伊小行星各1份、土星2份、小行星7份、彗星3份。在28项提案中，有三项入围方案在2011年5月收到了300万美元，以进行更详细的概念研究：
- 洞察号，一艘火星着陆器
- 泰坦海洋探测器(时间号)，针对土卫六的甲烷-乙烷湖泊设计的着陆器。
- 彗星跳跃者，通过多次登陆彗星并观察其与太阳相互作用产生的变化来研究彗星的演化。

2012年8月，“洞察号”被选中进行开发和发射。该任务于2018年5月发射，并于2018年11月26日成功登陆火星。

### 发现13和14号

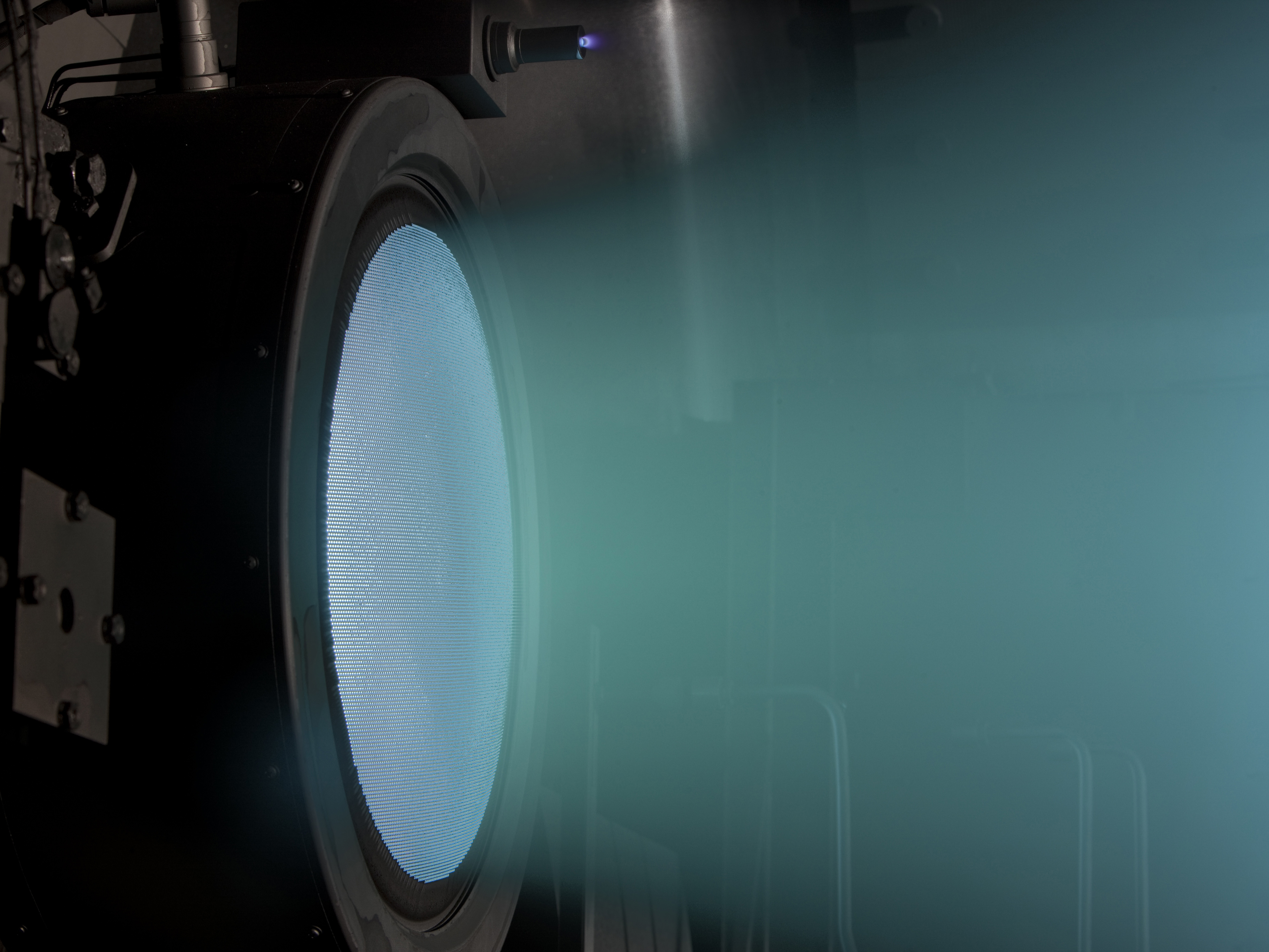
美国宇航局为第十三次发现计划任务开发的离子推进器技术

2014年2月，美国航天局发布了一项发现计划“招标公告草案”，发布日期为2021年12月31日。2014年11月5日发布正式招标公告；2015年9月30日，美国宇航局选择了五个任务概念作为最终入围者，每个获得300万美元，以用于为期一年进一步的研究和概念完善。
- 金星深层大气层稀有气体、化学成分调查和成像 (DAVINCI)；
- 金星辐射率、射电科学、干涉雷达地形测绘和光谱研究 (VERITAS)；
- 近地天体照相机 (NEOCam)；
- 露西号；
- 灵神星号。

2017年1月4日，露西和灵神星号分别入选第13和第14次发现任务。“露西号”将飞越五颗木星特洛伊小行星，它们都位于木星环绕太阳的轨道，或位于木星的前方或在它的后方运行；而“灵神星号”将通过环绕和研究金属小行星灵神星来探究行星内核的起源。

### 发现15和16号
2018年12月22日，美国航天局发布了发现计划2019年招标公告草案，其中概述了美国航天局打算选择两个分别准备于2025年7月1日至2026年12月31日和/或2028年7月1日至2029年12月31日发射的“发现15号”和“发现16号”任务。正式招标公告将于2019年4月1日发布，并在2019年7月1日前接受提案提交。
入围决赛提案于2020年2月13日揭晓。入围提案包括：
 
- 达芬奇+(金星深层大气层稀有气体、化学成分调查和成像+)是一艘金星大气层探测器[133]。
- 木卫一火山观测者将是一艘飞往木星的轨道飞行器，它将至少九次飞越木星的卫星艾娥，以观察该卫星上的火山活动[134]。
- 三叉戟号(Trident)将飞越海王星和它的卫星海卫一[135]
- 维塔斯号 (金星辐射率、射电科学、干涉雷达地形测绘和光谱测量，一项高分辨率测绘金星表面地图的金星轨道器概念)[136]。

2021年6月，维塔斯号及达文西+入選成為發現計劃第15及第16號任務。
其他为发现15号和16号任务提交的提案还包括:
小行星、彗星、半人马小天体和行星际尘埃
- 半人马号(Centaurus)，一项侦测任务，通过飞掠方式探索多颗半人马小行星，以了解太阳系和行星的形成[137][138]。
- 客迈拉号(Chimera)，环绕高度活跃的半人马小行星29P/施瓦斯曼–瓦赫曼1号运行的任务概念，以研究海王星外天体(TNO)和木星系彗星之间中间地带的演化[139]。
- 化石号(FOSSIL-“来自太阳系起源及我们的星际区域的碎片”英文首字母缩写)，发射到地球尾随轨道上的探测器，以测定本地和行星际尘云的组成[140]。
- 螳螂号(MANTIS-“主带小行星和近地天体成像和光谱之旅”的英文首字母缩写)，这是一项飞越14颗类型和质量不同的小行星任务概念[141]。

金星
- 盘旋号(HOVER-“用于金星侦察的高光谱观测器”英文首字母缩写)，一艘金星轨道飞行器概念，它将执行从大气层顶部到地表的光谱研究，主要目标是了解金星气候和大气层超旋转的机制[142]。

月球
- 月球潜水员(Moon Diver)将释放一辆月球车，沿着一深坑猛冲下去，以分析暴露的地质层，并调查该深坑是否与某一熔岩管相连[143]。
- 月球罗盘探测车(Lunar Compass Rover)是一个探索月球正面磁场和漩涡的任务设想，将回答行星科学中一些突出的问题，包括行星磁学、太空等离子体物理学、空间风化、行星地质学和月球水循环。月球罗盘探测车的提案没有提交给本轮的发现计划[144]。
- 等时线号(ISOCHRON-“内太阳系年表”的英文首字母缩写)将执行一项月海玄武岩自动采样返回任务[145]。
- NanoSWARM，该概念提出使用一艘月球轨道器来研究月球漩涡、空间风化、月球水、月球磁场和小尺度磁层[146]。

火星
- 指南针(COMPASS-“火星极地大气和地下科考气候轨道探测器”英文首字母缩写)是一项火星轨道器任务概念，它通过研究火星冰床以及它们与当前气候的相互作用来研究火星的气候记录[147]。这项任务由亚利桑那大学的月球和行星实验室以及科罗拉多大学博尔德分校的大气和空间物理实验室主导。
- 破冰生命(Icebreaker Life)是由戈达德太空飞行中心主导的用一架着陆器来寻找火星生命直接迹象的任务概念。通过生物标记物检测，重点对冰胶结地面进行采样，了解其保存和保护生物分子或生物迹象的潜力。

木星
- 魔术(MAGIC-“木卫四磁学、测高、重力和成像”的英文首字母缩写) 是一艘对木星的卫星-木卫四卡利斯托进行侦测的轨道飞行器概念[148]。

## 图集

### 艺术想像图
| 发现计划            | 发现计划          | 发现计划          | 发现计划      | 发现计划      | 发现计划        |
| ------------------- | ----------------- | ----------------- | ------------- | ------------- | --------------- |
|                     |                   |                   |               |               |                 |
| 会合舒梅克号 1996年 | 火星探路者 1996年 | 月球探勘者 1998年 | 星尘号 1999年 | 起源号 2001年 | 彗核之旅 2002年 |
|                     |                   |                   |               |               |                 |
| 信使号 2004年       | 深度撞击 2005年   | 黎明号 2007年     | 开普勒 2009年 | 圣杯号 2011年 | 洞察号 2018年   |
|                     |                   |                   |               |               |                 |
| 露西号 2021         | 灵神星号 2022年   |                   |               |               |                 |

### 任务徽章
本节包括探索任务的标识或徽标图片以及发射年份。
| 发现计划            | 发现计划          | 发现计划          | 发现计划      | 发现计划      | 发现计划        |
| ------------------- | ----------------- | ----------------- | ------------- | ------------- | --------------- |
|                     |                   |                   |               |               |                 |
| 会合舒梅克号 1996年 | 火星探路者 1996年 | 月球探勘者 1998年 | 星尘号 1999年 | 起源号 2001年 | 彗核之旅 2002年 |
|                     |                   |                   |               |               |                 |
| 信使号 2004年       | 深度撞击 2005年   | 黎明号 2007年     | 开普勒 2009年 | 圣杯号 2011年 | 洞察号 2018年   |
|                     |                   |                   |               |               |                 |
| 露西号 2021         | 灵神星号 2022年   |                   |               |               |                 |

### 发射
本节包括发现任务的运载火箭图像以及发射年份。
| 发现计划            | 发现计划          | 发现计划          | 发现计划      | 发现计划      | 发现计划        |
| ------------------- | ----------------- | ----------------- | ------------- | ------------- | --------------- |
|                     |                   |                   |               |               |                 |
| 会合舒梅克号 1996年 | 火星探路者 1996年 | 月球探勘者 1998年 | 星尘号 1999年 | 起源号 2001年 | 彗核之旅 2002年 |
|                     |                   |                   |               |               |                 |
| 信使号 2004年       | 深度撞击 2005年   | 黎明号 2007年     | 开普勒 2009年 | 圣杯号 2011年 | 洞察号 2018年   |
|                     |                   |                   |               |               |                 |
| 露西号 2021         | 灵神星号 2022年   |                   |               |               |                 |